# Магија српских обреда (књига)
Магија српских обреда је стручна монографија аутора Бојана Јовановића, српског антрополога, књижевника и синеасте. Књига је објављена у издању Светова из Новог Сада 1993. године. Поновљења издања објављена су 2001, 2005. и 2014. године.

## О књизи
Досадашња проучавања српске народне религије упућују на то да је магија једна од њених основних карактеристика, а истраживања у којима су детаљније сагледани и одређени њен прави значај и улога у традиционалној култури Срба још нису обављена. Истарживање улоге магије у обредима, у карактеристичним животним моментима рађања, скалпања брака и смрти, неопходан је корак ка даљим истраживањима магије у нашој традиционалној култури. Обреди поводом ова три карактеристична тренутка у животу сваког појединца предмет су проучавања ове књиге. Анализа конкретних садржаја и форме магијских поступака, са циљем да се утврде и дефинишу њихов карактер и основне друштвене функције, требало би да допринесе сагледавању улоге и значаја магије у обредној пракси везаној за животни циклус појединца. Исто тако има значај и на сагледавање утицаја магије на формирање традиционалних предтава и начина мишљења у народној култури Срба.
Грађу за настанак ове књиге чини домаћа етнолошка литература која пружа поуздану основу и за истраживање магије у карактеристичним обредима. Поједини етнографски подаци су бележени у веома дугом временском распону, од средине 19. до средине 20. века.
Проучавање веза између магије и одговарајућег религијског контекста претпоставља план формалне анализе, као што проучавање магије у социјалном контексту подразумева функционалну анализу. Поређење и супротстављање резултата тих анализа отворило је могућност формирања општих ставова и закључака о карактеру, улози и значају магије као религијског и социјалног феномена у обредима прелаза у традиционалној култури Срба.

## Вуди још
- Обичаји
- Магија
- Веровање